# Барриос Тассано, Луис
Луис Барриос Тассано (26 августа 1935, Сан-Карлос, Мальдонадо, Уругвай — 15 декабря 1991, Монтевидео, Уругвай) — уругвайский политический деятель, министр иностранных дел Уругвая (1988—1990).

## Биография
В 1961 году окончил Университет Восточной Республики Уругвай. Занимался бизнесом в холодильной промышленности.
В 1972—1973 годах — глава администрации президента Хуана Бордаберри. Ушел в отставку после введения президентом авторитарных методов управления государством.
После восстановления демократии в 1985 году назначен послом в Аргентине.
В 1988—1990 годах — министр иностранных дел Уругвая.